# Aldealengua de Santa María
Aldealengua de Santa María és un municipi de la província de Segòvia, a la comunitat autònoma de Castella i Lleó.

## Demografia
| 1991 | 1996 | 2001 | 2004 | 2007 |
| ---- | ---- | ---- | ---- | ---- |
| 83   | 97   | 71   | 78   | 86   |